# Greenfield (Ohio)
Greenfield ist ein Village in Ohio, Vereinigte Staaten. Es liegt zum größten Teil im Highland County, reicht aber auch in das Ross County hinein. Das U.S. Census Bureau ermittelte bei der Volkszählung 2020 eine Einwohnerzahl von 4339.

## Geographie
Greenfield liegt am Paint Creek und die geographischen Koordinaten lauten 39° 21′ N, 83° 23′ W (39,351623, −83,386461). Nach den Angaben des United States Census Bureaus hat der Ort eine Fläche von 5,0 km², die vollständig aus Land besteht.

## Demographie
Zum Zeitpunkt des United States Census 2000 bewohnten Greenfield 4906 Personen. Die Bevölkerungsdichte betrug 981,5 Personen pro km². Es gab 2099 Wohneinheiten, durchschnittlich 419,9 pro km². Die Bevölkerung Greenfields bestand zu 95,78 % aus Weißen, 2,20 % Schwarzen oder African American, 0,08 % Native American, 0,08 % Asian, 0,12 % Pacific Islander, 0,33 % gaben an, anderen Rassen anzugehören und 1,41 % nannten zwei oder mehr Rassen. 0,69 % der Bevölkerung erklärten, Hispanos oder Latinos jeglicher Rasse zu sein.
Die Bewohner Greenfields verteilten sich auf 1955 Haushalte, von denen in 31,4 % Kinder unter 18 Jahren lebten. 44,3 % der Haushalte stellten Verheiratete, 15,3 % hatten einen weiblichen Haushaltsvorstand ohne Ehemann und 35,9 % bildeten keine Familien. 30,9 % der Haushalte bestanden aus Einzelpersonen und in 15,4 % aller Haushalte lebte jemand im Alter von 65 Jahren oder mehr alleine. Die durchschnittliche Haushaltsgröße betrug 2,44 und die durchschnittliche Familiengröße 3,04 Personen.
Die Bevölkerung verteilte sich auf 26,4 % Minderjährige, 9,6 % 18–24-Jährige, 26,2 % 25–44-Jährige, 21,3 % 45–64-Jährige und 16,6 % im Alter von 65 Jahren oder mehr. Das Durchschnittsalter betrug 36 Jahre. Auf jeweils 100 Frauen entfielen 85,6 Männer. Bei den über 18-Jährigen entfielen auf 100 Frauen 81,8 Männer.
Das mittlere Haushaltseinkommen in Greenfield betrug 30.805 US-Dollar und das mittlere Familieneinkommen erreichte die Höhe von 36.952 US-Dollar. Das Durchschnittseinkommen der Männer betrug 32.156 US-Dollar, gegenüber 21.352 US-Dollar bei den Frauen. Das Pro-Kopf-Einkommen belief sich auf 14.306 US-Dollar. 15,1 % der Bevölkerung und 12,3 % der Familien hatten ein Einkommen unterhalb der Armutsgrenze, davon waren 16,5 % der Minderjährigen und 13,6 % der Altersgruppe 65 Jahre und mehr betroffen.

## Nennenswerte Einwohner
- John E. Hull (1895–1975), General
- Johnny Paycheck (1938–2003), Countrymusiker